# Jounieh
Jounieh (Arabisch: جونية) is een Libanese stad in het gouvernement Libanongebergte. De stad is de hoofdstad van het district Keserwan en heeft circa 350.000 inwoners. De stad ligt aan de noordelijke rand van Beiroet en is aan deze stad vastgebouwd. Jounieh wordt overwegend door christenen bewoond.

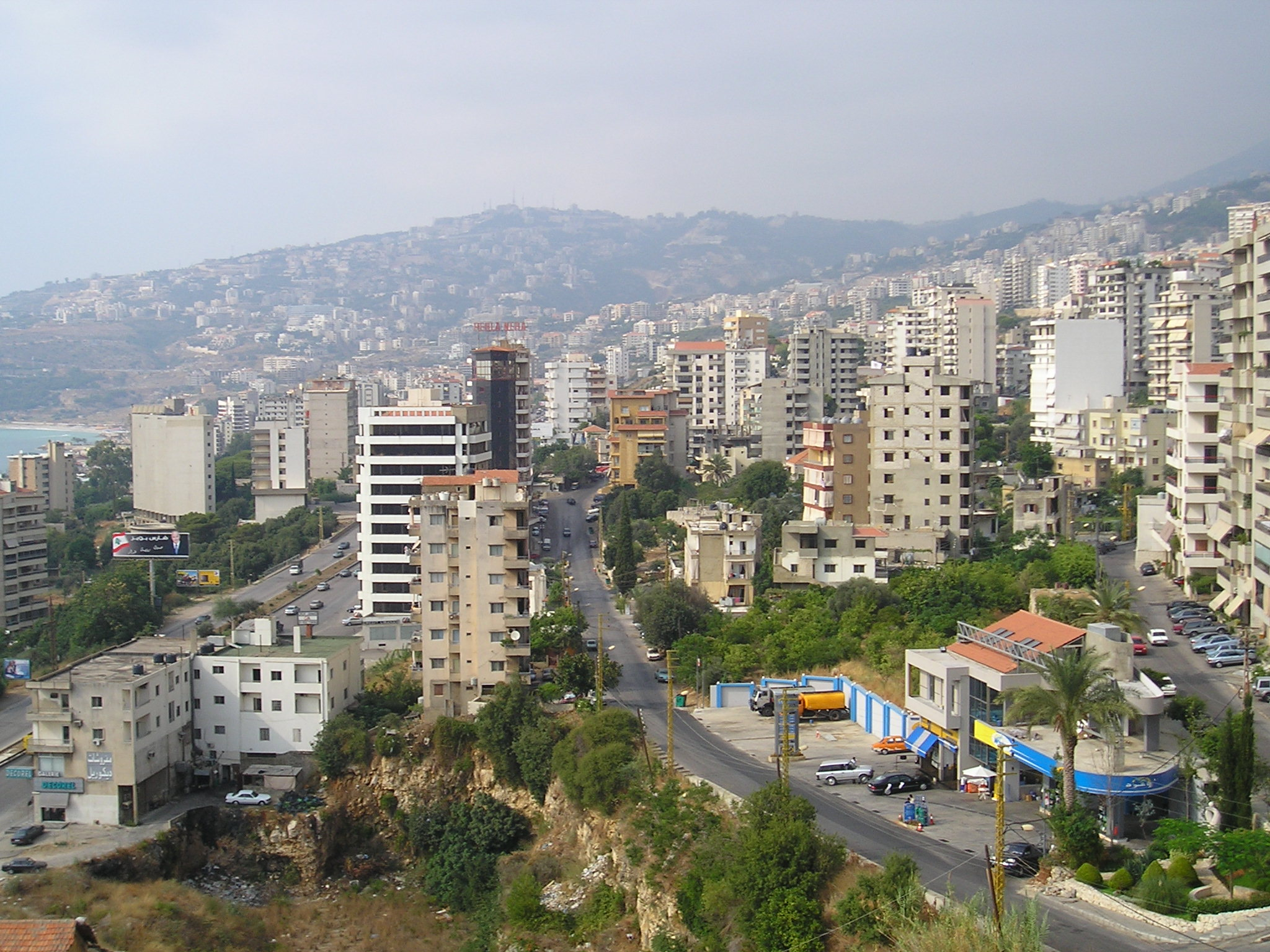
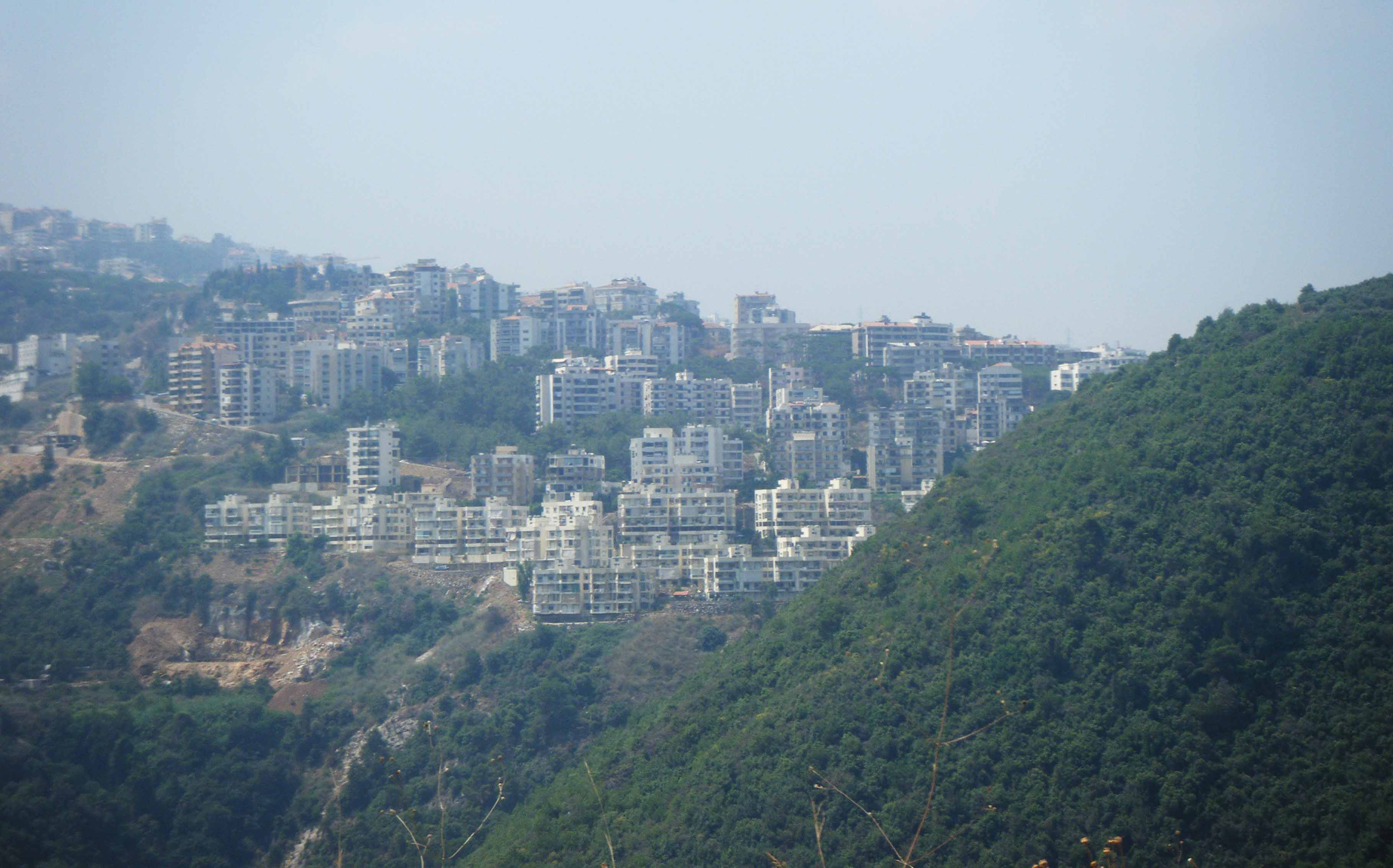
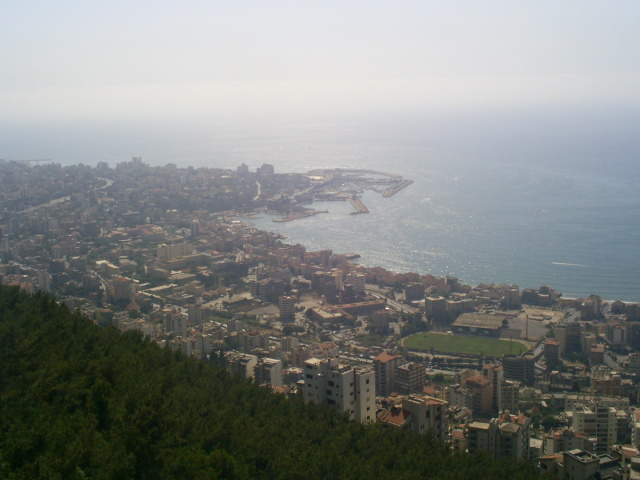
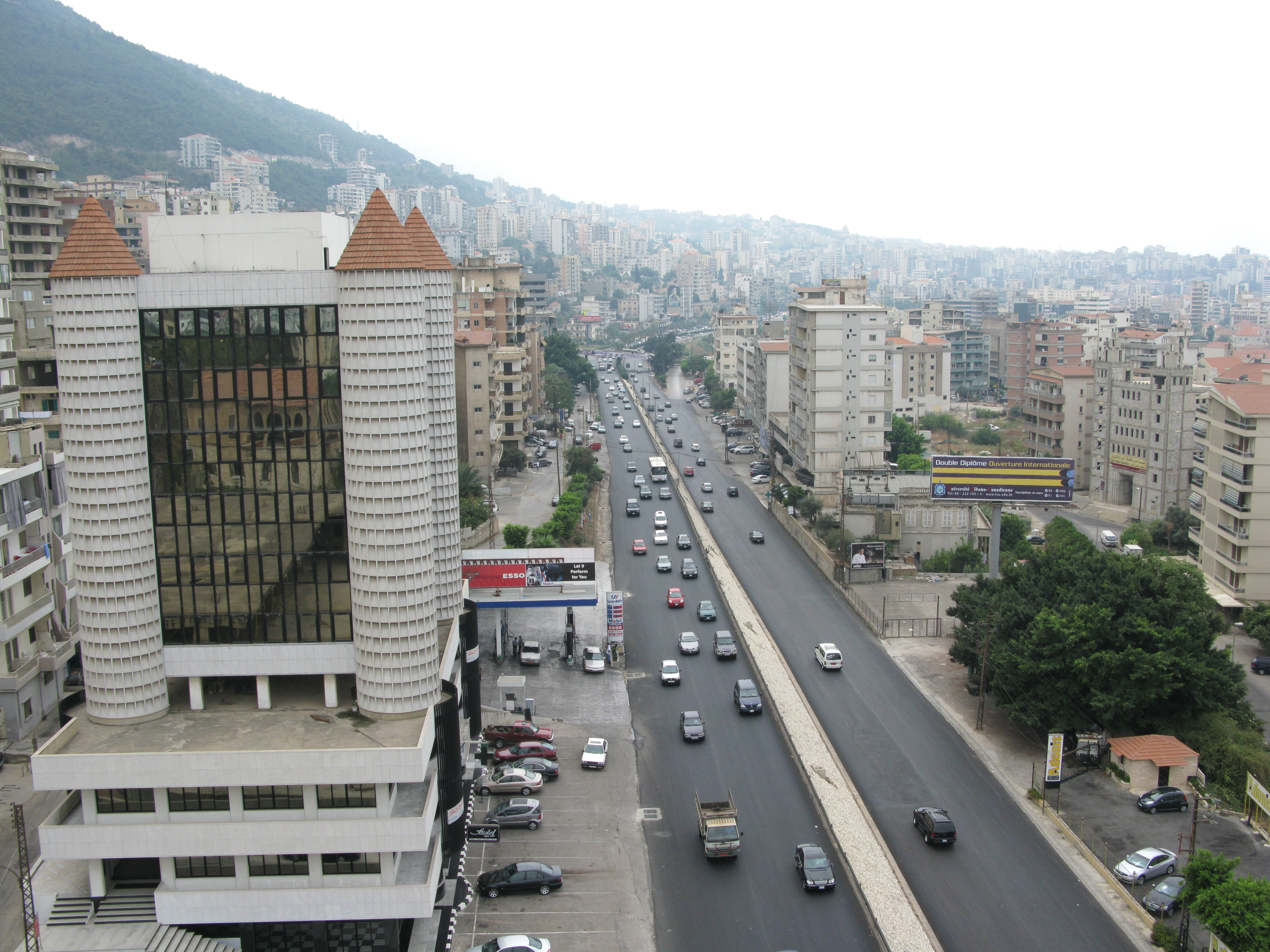
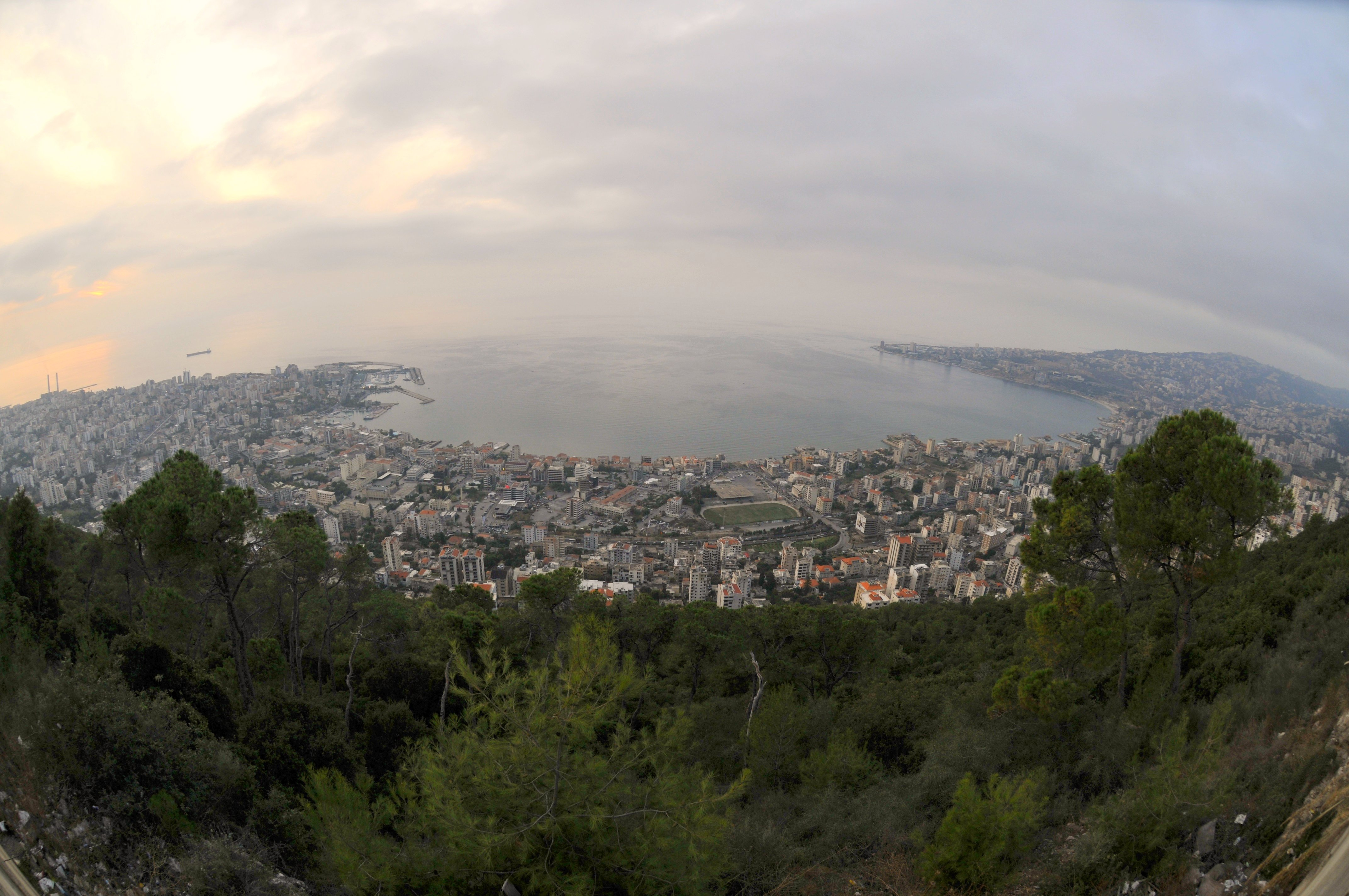